# Petrus Scriverius
Petrus Scriverius, a forma latinizada de Peter Schrijver ou Schryver (Amsterdã, 12 de janeiro de 1576 – Oudewater, 30 de abril de 1660), foi um escritor neerlandês e acadêmico em história nos Países Baixos e na Bélgica.

## Biografia
Ele nasceu em Amsterdã e se formou na Universidade de Leiden, onde se tornou muito próximo de Daniel Heinsius. De 1611 até 1613 ele foi o diretor da Escola Latina em Duisburgo, hoje conhecida como Landfermann-Gymnasium. Ele pertenceu ao grupo de Johan van Oldenbarnevelt e Hugo Grócio, além de provocar o governo da época com a tradução dos versos latinos em homenagem ao seu amigo Hoogerbeets. Grande parte da sua vida ele viveu em Leiden, mas em 1650sua visão ficou comprometida e seus últimos anos de vida ele passou na casa de seus filhos em Oudewater, onde veio a falecer em 1660.
Ele é conhecido pelos seus diversos trabalhos, entre eles os seus estudos realizados sobre Marcial, Ausonius, o Pervigilium Veneris, edições dos poemas de Joseph Justus Scaliger, do De re militari de Flávio Vegécio, as tragédias de Séneca (P. Scriverii collectanea veterum tragicorum, 1621). Seus trabalhos póstumos Opera anecdota, philologica, et poetica (Utrecht, 1738) foi editado por A. H. Westerhovius e Nederduitsche Gedichten (1738) por S. Dockes.
Suas principais contribuições para a história dos Países Baixos são Batavia Illustrata (4 partes, Leiden, 1609); Corte historische Beschryvinghe der Nederlandscher Oorlogen (1612); Inferioris Germaniae . . . historia (1611, 4 partes); Beschryvinghe van Out Batavien (Arnheim, 1612); Het oude Goutsche chronycxken van Hollandt, como editor e impresso em Amsterdã em 1663; e Principes Hollandiae Zelandiae et Frisiae (Haarlem, 1650), traduzido (1678) para o neerlandês por Pieter Brugman.